# Juan Pedro Maruján
Juan Pedro Maruján y Cerón / Zerón (Sevilla, 1708-1770), fue un dramaturgo, traductor y poeta español.

## Biografía
Aunque nacido en Sevilla, vivió casi toda su vida modestamente en Granada, con algunas temporadas en Madrid, protegido por importantes autoridades, aunque también vilipendiado por otras a causa de su carácter altivo y polémico. Él mismo conocía esa impulsividad:

Yo tengo un numen marcial / cuya propensión inquieta, / muy malquista con la paz, / anda siempre tras la guerra...

Escribió poesía satírica y de circunstancias, pero también poemas narrativos como El Baptista, sobre Juan el Bautista, que no tuvieron mucha repercusión. Sin embargo disfrutó en su tiempo de fama de poeta rápido o repentizador y fue muy dado a controversias literarias (contra José de Cañizares, Bernardo José de Reinoso, Blas Antonio Nasarre, el III conde de Torrepalma y el II marqués de Méritos Francisco de Paula Miconi); defendió sobre todo el teatro antiguo español, por lo que mantuvo ásperas contiendas con los dramaturgos del Neoclasicismo. 
Conocía bien el italiano y tradujo de esa lengua obras de Pietro Metastasio (La Andrómaca, La Olimpíada, La Cenobia,  La Dido), Carlo Goldoni (El boticario, El mercado de Malmantile) y  Pietro Auletta (El maestro de capilla), entre otras, impresas casi todas en Cádiz, jactándose de haberlas mejorado. En 1743 publicó su Ovillo en que se devanan las quebradizas especies..., sátira en que se ataca muy duramente al censor Reinoso y al dramaturgo y fiscal de comedias José Cañizares, a quien acusaba de adulterio por mantener relaciones con la actriz Rosa la Gallega, de tener orígenes judeoconversos y de plagiar a Lope de Vega y a otros dramaturgos del Siglo de Oro. El resultado de haber atacado al dramaturgo más famoso de la época fue que Maruján fuera desterrado a África durante cuatro años, aunque fue indultado por el siempre magnánimo rey Fernando VI, según cuenta Leopoldo Augusto de Cueto. 
Escribió además en los géneros del teatro menor como el entremés El hospital de la moda, en dos partes, y loas. Gran parte de sus obras se conservan manuscritas, pero se imprimió un pliego de poesías suyo en Zaragoza con el título Versos de repente que dijo Don Juan Pedro Maruján en casa de la Señora Doña Josepha Thovar, las tres noches de Carnaval de este presente año de 1745. Otras obras: D. Juan Pedro Marujan, refiere a una señora ausente de Granada, la célebre translacion de las reliquias de señor S. Juan de Dios a su nuevo templo, y plausibles cultos, y festejos, con que ha sido celèbrado tan alto assumpto, en el siguiente tratado (Imprenta de la Santissima Trinidad, 1757) y Copia de carta, escrita por Don Juan Pedro Marujàn y Zeròn, à cierto Excmo. en que le dà quenta de los cultos tributados por la Venerable Hermandad del Santissimo Sacramento... función celebrada en el día tres de Junio de este presente año de mil setecientos quarenta y ocho (Imprenta de la Santísima Trinidad, 1748). Se escribió además un Juicio de Apolo ó examen poético de las obras de D. Juan Pedro Maruján (1769).